# Between (Géorgie)
Pour les articles homonymes, voir Between.
Between est une ville américaine située dans le comté de Walton, en Géorgie. Selon le recensement de 2020, sa population est de 402 habitants.